# Alex Barrena
Alex Barrena (Buenos Aires, Argentina; 10 de octubre del 2002) es un tenista argentino, actualmente ocupa la posición no. 410° del ranking ATP.
Barrena alcanzó el puesto 378° del ranking ATP individual el 4 de diciembre de 2022. En dobles, alcanzó el puesto 617.º el 22 de agosto de 2022.

## Carrera
Con solo 22 años, Alex se ha consolidado como una de las grandes promesas del tenis argentino. Su destacada actuación en la categoría juvenil lo llevó a estar entre los mejores 24 del mundo a nivel juniors.
En 2020, durante la pandemia, compitió en su primer Grand Slam Júnior, en el Torneo de Roland Garros Juniors donde alcanzó los cuartos de final, demostrando su enorme potencial. En diciembre de 2023, alcanzó su mejor ranking ATP, ubicándose en el puesto no.378° .
A lo largo de su carrera profesional, logró importantes títulos en torneos M15, destacándose por sus victorias en el M15 de El Cairo en 2022, así como en los torneos M15 de Antalya, Austria y Bolivia en 2023, consolidando su nombre en el circuito internacional.
En junio de 2022 recibió una wild card para disputar el Challenger de Buenos Aires 2022, donde enfrentó al brasileño João Lucas Reis da Silva perdiendo en tres sets. 

### 2023: Progresiones a nivel Challenger
En enero de 2023, disputó la clasificación del Challenger de Tigre I 2023, donde avanzó al cuadro principal, donde derrotó a Térence Atmane en su debut en tres sets por 1-6, 6-3, 7-6, perdiendo contra Valerio Aboian en tres sets. En mayo disputó el Challenger de Coquimbo 2023, ganando los dos partidos de la clasificación, accediendo al cuadro principal de un torneo ATP Challenger Tour 2023 por segundo vez en la temporada, en su debut se impuso en set corridos ante su compatriota Ignacio Monzón, para enfrentar a Thiago Seyboth Wild, finalmente Barrena perdió el partido por 2-6, 0-6.
Continuó su progresión, esta vez en el Challenger de Salzburg 2023 donde avanzó al cuadro principal nuevamente desde la clasificación, ganando en su debut ante Akira Santillan, por 6-3, 6-0, en la siguiente ronda se enfrentó a su compatriota Juan Manuel Cerúndolo que se impondría en tres sets.

### 2024: primeros cuartos de final en Challenger
En febrero disputó la clasificación de un torneo ATP tour por primera vez en su carrera en el Torneo de Córdoba 2024, donde fue derrotado en su debut frente a Thiago Agustín Tirante en set corridos. 
A finales de octubre participó en el Challenger de Guayaquil 2024, avanzando al cuadro principal luego de ganar los dos partidos de clasificación. En su debut en el cuadro principal derrotó Vilius Gaubas en tres sets, para luego dar la sorpresa e imponerse a Francisco Comesaña, cabeza de serie no.1° del torneo por marcador de 6-3, 6-4, siendo esta su primera victoria sobre un jugador top-100.Ya en cuartos de final fue derrotado por el eventual campeón,Federico Agustín Gómez en set seguidos.

### 2025: Primer título Challenger
En abril participó en el Challenger de Tucumán 2025, accediendo directamente al cuadro principal, en su debut se impuso por marcador de 6-4, 6-2 ante Nicolas Kicker, en los siguientes dos partidos derrotó en sets corridos a Franco Roncadelli y Mariano Kestelboim para avanzar a las semifinales de un torneo ATP Challenger por primera vez en su carrera, donde se impuso en tres sets ante Murkel Dellien y avanzar a las finales por primera vez en su carrera a este nivel, donde derrotó en sets corridos a su compatriota Santiago Rodríguez Taverna por marcador de 7-5, 6-3 para ganar su primer título como  profesional.

## Títulos ATP Challenger (1; 1)

### Individuales (1)
| N.° | Fecha               | Torneo                | Superficie    | Oponente en la final       | Resultado |
| --- | ------------------- | --------------------- | ------------- | -------------------------- | --------- |
| 1.  | 27 de abril de 2025 | Challenger de Tucumán | Tierra batida | Santiago Rodríguez Taverna | 7-5, 6-3  |